# Drăgășani
Drăgășani è un municipio della Romania di 20 708 abitanti, ubicato nel distretto di Vâlcea, nella regione storica dell'Oltenia.
Fanno parte dell'area amministrativa anche le località di Valea Caselor, Zărneni e Zlătărei.